# Lauzach
Lauzach (bretonisch Laozag) ist eine französische Gemeinde mit 1.237 Einwohnern (Stand 1. Januar 2022) im Département Morbihan in der Region Bretagne.

## Geografie
Lauzach liegt rund 17 Kilometer südöstlich von Vannes im Südosten des Départements Morbihan. Das Gemeindegebiet gehört zum Regionalen Naturpark Golfe du Morbihan.
Nachbargemeinden sind Berric im Norden und Nordosten, Noyal-Muzillac im Osten, Ambon und Surzur im Süden, La Trinité-Surzur im Südwesten, Theix-Noyalo im Westen sowie Sulniac im Nordwesten.

## Bevölkerungsentwicklung
| Jahr                       | 1962 | 1968 | 1975 | 1982 | 1990 | 1999 | 2006 | 2019 |
| Einwohner                  | 387  | 373  | 341  | 444  | 502  | 551  | 824  | 1167 |
| Quellen: Cassini und INSEE |      |      |      |      |      |      |      |      |